# Anaximander (Mondkrater)
Anaximander ist ein Einschlagkrater auf dem Mond am nordwestlichen Rand der Mondvorderseite. Er liegt südlich von Carpenter und nordöstlich von Pythagoras. Der Kraterwall ist stark erodiert, vor allem der nordwestliche und der südöstliche Teil sind fast ganz eingeebnet.
Der Krater wurde 1935 von der IAU nach dem vorsokratischen Philosophen Anaximander benannt.

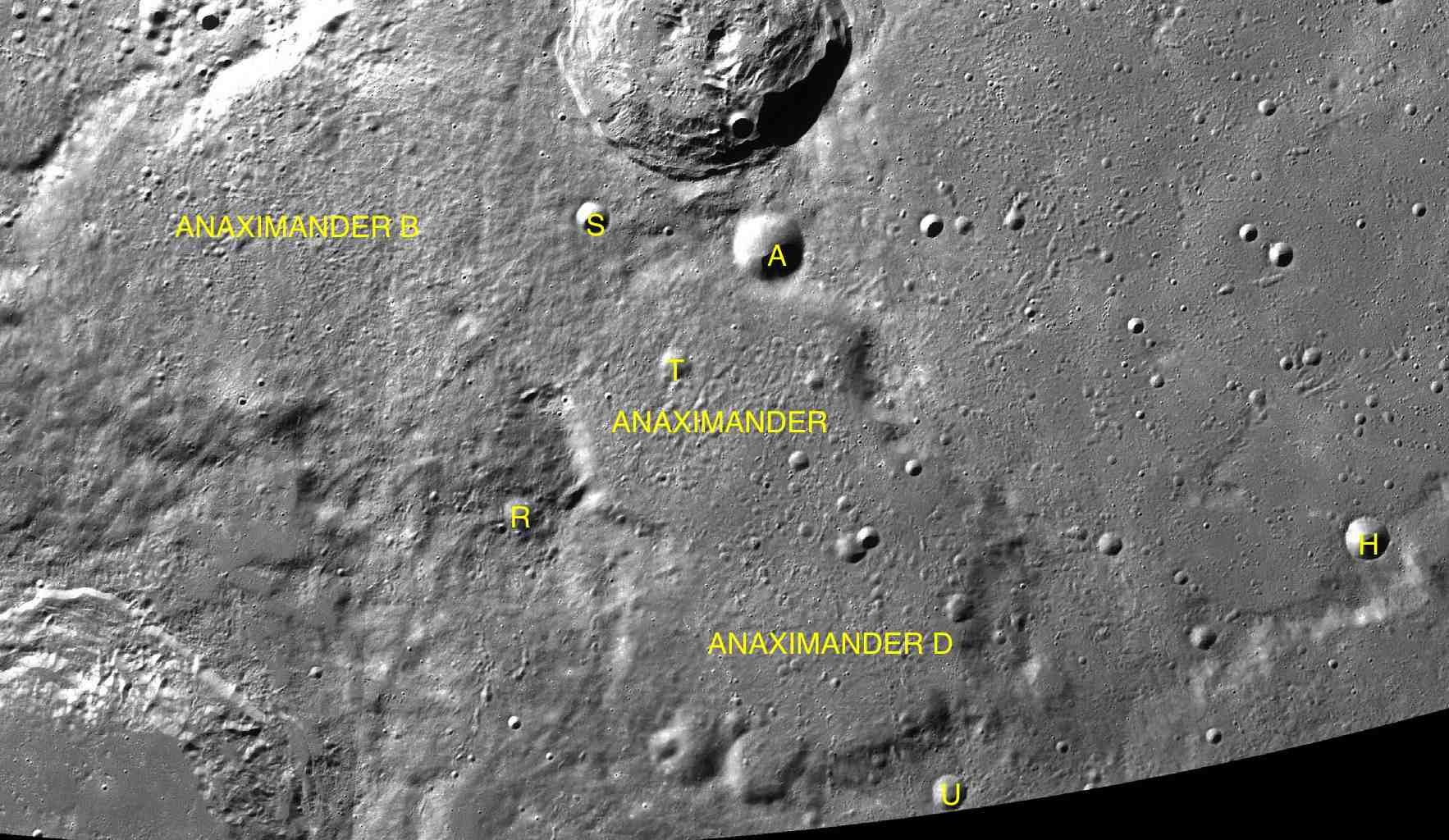
Anaximander mit seinen Nebenkratern

| Buchstabe | Position           | Durchmesser | Link |
| --------- | ------------------ | ----------- | ---- |
| A         | 68,02° N, 50,4° W  | 15 km       |      |
| B         | 68,08° N, 61,21° W | 79 km       |      |
| D         | 65,78° N, 50,68° W | 97 km       |      |
| H         | 65,28° N, 41,07° W | 9 km        |      |
| R         | 66,29° N, 55,18° W | 8 km        |      |
| S         | 68,34° N, 53,6° W  | 7 km        |      |
| T         | 67,3° N, 52,27° W  | 7 km        |      |
| U         | 64,12° N, 48,51° W | 8 km        |      |